# Sing When You’re Winning
A Sing When You’re Winning című album Robbie Williams brit énekes harmadik stúdióalbuma, amely 2000-ben jelent meg. Az I’ve Been Expecting You című album 1998-as megjelenését követően és az 1999-es turnéja közepén, Robbie időt szakított arra, hogy elkezdjen dolgozni harmadik albumán. Az album címe utalás egy híres futball indulóra (Williams a Port Vale futball klub rajongója). A lemezzel Williams megünnepelte azt is, hogy kupát nyertek a Chelsea stadionjában, a Stamford Bridge-en.
Az Egyesült Királyságban az album 8-szoros platinalemez minősítést kapott, a szigetországban 2 400 000 darabot adtak el belőle.

## Siker
1999-ben, a promóció és a turné közepén, Williams világhírű popsztárrá vált, harmadik stúdióalbumán kezdett el dolgozni, magabiztosabb lett, nem csak szemtelenebb, de sebezhetőbb is.
Amikor a Sing When You're Winning című album megjelent 2000 augusztusában, szerte a világon első helyezett lett: Németországban, Új-Zélandon, Hollandiában és az első 10 dal közé került be Olaszországban, Ausztriában, Ausztráliában, Finnországban, Svédországban és Svájcban. Angliában az album az első helyen debütált és kétszeres platinalemez lett rögtön az első héten, amikor kijött.
Az album borítóját Paul M. Smith fotográfus készítette, a borítón Williams RW feliratú mezben szerepel „sokszorosítva”. Később ezt a mezt elárverezték Bid It Sum nevű aukción, és a bevételt Williams Give It Sum nevű segélyszervezete nevére ajánlották fel.
Williams 2000 októberében és novemberében turnéra ment a lemezzel az Egyesült Királyságban. Kylie Minogue elkísérte őt a turnéra. 2001 nyarán pedig Európa többi országában turnézott az albummal.
Az album 91 hétig volt fent a brit listákon, 2,4 millió példányt adtak el belőle csak az Egyesült Királyságban és a BPI 8-szoros platinalemezzé nyilvánította, az album a legnagyobb példányszámban eladott lemez lett az országban és az 51. legjobban eladott lemez lett Anglia zenetörténetében. Világszerte több, mint 6 millió kópiát adtak el belőle.
A lemeznek nem volt túl nagy sikere az Amerikai Egyesült Államokban, a Billboard 200 slágerlistán a 110. helyen végzett.

## Kislemezek
Az album első kislemeze a Rock DJ lett. A dalt Ian Dury, Williams UNICEF-es mentora inspirálta. A videot cenzúrázta a Top Of The Pops brit zenei tv-csatorna, mivel sokkoló, véres képek voltak benne, több más csatorna is így tett, ez az Egyesült Királyságban és számos más országban problémát okozott. A videoban Williams táncol, próbálja felhívni magára a DJ lány figyelmét, levetkőzik, de nem ér el semmilyen hatást sem. Egészen addig, amíg nem el nem kezdi levetni a bőrét, izmait a körülötte táncoló lányokra dolbálja, egészen csontvázig "vetkőzik". A dal világszerte nagy siker lett. Az Egyesült-Királyságban a slágerlista élére került, ezzel szólóénekesi karrierje harmadik első helyezett kislemeze lett pontosan egy évvel a Slane Kastélyban adott első koncertje után. A dal szintén első helyezett lett Írországban, Új-Zélandon, Mexikóban, Nepálban, and Argentínában és bekerült a legjobb 10 dal közé Európában, Ausztrálázsiában és Latin-Amerikában. Ennek ellenére, a kislemez nem tudott betörni az amerikai slágerlistákra, bár néhány televíziócsatornán, mint az Music Television és a VH1 megjelent a klipje. A dal több díjat is nyert, elnyerte a MTV Europe Music Awards "2000-es Év Legjobb Dala" díját, A BRIT Awards "Az Év Legjobb Kislemeze" díját, és az MTV Video Music Award "Legjobb Speciális Effekt" díját. A kislemezből egyedül az Egyesült Királyságban, több, mint 600000 példányt adtak el, a BPI platinalemezzé minősítette.
A második kislemez a Kids lett, amelyet Williams az ausztrál pop-ikonnal, Kylie Minogue-val közösen készített, akkor íródott, amikor Minogue felkérte Williamst, hogy írjon egy dalt első nagylemezére, a Light Years című albumra. Ez a lemez a Parlophone kiadó gondozásában jelent meg abban az időben, amikor Williams elhatározta, hogy a dalt saját albumán is megjelenteti és kislemezként is kiadja. A Kids azonnal nagy siker lett, amikor 2000 októberében megjelent, a második helyre került az Egyesült Királyság slágerlistáján,  és az első 20 közé került be több országban, például Ausztráliában és Új-Zélandon. A Kids lett az év egyik legnagyobb sikerdala, több, mint 200.000 darabot adtak el belőle csak Angliában, ezzel ezüstlemez lett.
A harmadik kislemez a Supreme (amelyet Williams Franciaországban is rögzített) és a Better Man nagy siker lett, több országban a világon bekerült a Top 10-be.
Az Eternity című dal nem szerepelt az albumon, kislemezként 2001 nyarán jelent meg a The Road To Mandalay című számmal a B-oldalon, amelyet még korábban írt Williams. Az Eternity lett a negyedik első helyezett kislemeze az Egyesült Királyságban, több, mint 70000 kópiát adtak el belőle csak Angliában a megjelenés hetében, és számos országban bekerült a Top 10-be: Németországban, Svájcban, Ausztriában, Olaszországban többek között.

## Dalok listája
| #   | Cím                                | Szerzők                                                                      | Hossz |
| --- | ---------------------------------- | ---------------------------------------------------------------------------- | ----- |
| 1.  | Let Love Be Your Energy            | Guy Chambers, Robbie Williams                                                | 4:59  |
| 2.  | Better Man                         | Guy Chambers, Robbie Williams                                                | 3:22  |
| 3.  | Rock DJ                            | Kevin Andrews, Guy Chambers, Ekundayo Paris, Nelson Pigford, Robbie Williams | 4:18  |
| 4.  | Supreme                            | Guy Chambers, Dino Fekaris, Freddie Perren, Robbie Williams                  | 4:18  |
| 5.  | Kids (közreműködik: Kylie Minogue) | Guy Chambers, Robbie Williams                                                | 4:18  |
| 6.  | If It's Hurting You                | Guy Chambers, Robbie Williams                                                | 3:13  |
| 7.  | Singing for the Lonely             | Guy Chambers, Robbie Williams                                                | 4:31  |
| 8.  | Love Calling Earth                 | Kevin Andrews, Guy Chambers, Robbie Williams                                 | 4:05  |
| 9.  | Knutsford City Limits              | Kevin Andrews, Guy Chambers, Robbie Williams                                 | 4:45  |
| 10. | Forever Texas                      | Guy Chambers, Robbie Williams                                                | 3:37  |
| 11. | By All Means Necessary             | Guy Chambers, Robbie Williams                                                | 4:45  |
| 12. | The Road To Mandalay               | Guy Chambers, Robbie Williams                                                | 28:16 |

## Közreműködők
| - Robbie Williams - vezető vokál - Kylie Minogue – vokál - Dave Catlin-Birch – háttérvokál, basszusgitár, 12 húros gitár - Andre Barreau - háttérvokál - Andy Caine – háttérvokál - Stewe McEwan – háttérvokál, elektromos gitár - Gary Nuttal – háttérvokál, elektromos bendzsó - Claire Worrall – háttérvokál - Derek Green – háttérvokál - Katie Kissoon – háttérvokál - Sylvia Mason-James – háttérvokál - Tessa Niles – háttérvokál - Paul Williams – háttérvokál - Kristal Adams – háttérvokál - Marielle Herre – háttérvokál - Pauline Taylor - háttérvokál - Guy Chambers – háttérvokál, billentyűs hangszerek, reverse guitars, Moog szintetizátor, zongora, orgona, mellotron, klarinét és Omnichord - Pete Davies - billentyűs hangszerek és Moog szintetizátor - Neil Taylor – elektromos gitár, akusztikus gitár - Phil Spalding – basszusgitár, fuzz bass - Fil Eisler – reverse bass - Steve Sidwell – piccolo trumpet, brass - Chris Sharrock – dobok - Andy Duncan – ütősök és dobprogram - Alana Duncan – gyerekhang - Richard Flack – pro tools, dobprogram - Phil Palmer – 12 húros gitár, akusztikus gitár, elektromos gitár | - Winston Blissett – elektromos gitár, basszusgitár - Dave Bishop – brass - Neil Sidwell – brass - Steve Power – vocoder, glockenspiel - Tony Pleeth – string loop - Paul Klegg – string loop - Richard Boothby – string loop - Richard Campbell – string loop - Chris Sharrock – ambient kit, ütősök - Jim Brumby – pro tools - Melvyn Duffy – pedálos steel gitár - Jeremy Stacey – dobok - Brad Land – basszusgitár - Alex Dickson – elektromos gitár, szólógitár, autoharp - Mark Feltham – harmonika - Edgar Herzog – klarinét - Bob Lanese – trombita - Pauline Boeykens - tuba - Patrick Kierman – vonós oktett - Peter Lale - vonós oktett - Martin Loveday - vonós oktett - Perry Montague-Mason - vonós oktett - Anthony Pleeth - vonós oktett - Jackie Shave - vonós oktett - Robert Smissen - vonós oktett - Gavyn Wright - vonós oktett |

## Helyezések, eladások
| Ország                    | Helyezés    | Díjazás          | Eladás     |
| ------------------------- | ----------- | ---------------- | ---------- |
| Argentína                 | 9           | 2× platina       | 80 000+    |
| Ausztrália                | 7           | 3× platina       | 210 000+   |
| Ausztria                  | 4           | arany            | 15 000+    |
| Kanada                    | 17          | arany            | 50 000+    |
| Finnország                | 6           | arany            | 21 905+    |
| Franciaország             | 19          |                  |            |
| Olaszország               | 5           |                  |            |
| Németország               | 1           | platina/3× arany | 500 000+   |
| Írország                  | 1           |                  |            |
| Mexikó                    | 8           | arany            | 75 000+    |
| Hollandia                 | 3           | platina          | 80 000+    |
| Új-Zéland                 | 1 (5 hétig) | 7× platina       | 105 000+   |
| Norvégia                  | 5           | arany            | 20 000+    |
| Svédország                | 4           | arany            | 30 000+    |
| Svájc                     | 2           | arany            | 25 000+    |
| Anglia                    | 1           | 8× platina       | 2 400 000+ |
| Amerikai Egyesült Államok | 110         | arany            | 500 000+   |